# La Taupe bretonne
 (juin 2023).

La Taupe bretonne est une revue de textes théoriques à parution irrégulière qui a eu cinq numéros de 1971 à 1973. 
Les deux premiers numéros ont été auto-édités par dactylographie et duplicateur à papier carbone. Les trois suivants ont été édités par les éditions Champ libre sous forme de livres. Les thèmes principaux concernaient la critique du nationalisme et particulièrement le nationalisme breton en utilisant les outils marxistes et en faisant référence aux penseurs de la question nationale (Karl Marx, Rosa Luxemburg, l'austro-marxisme) avec une influence des lectures de Louis Althusser et des post-situationnistes. Les textes étaient élaborés par les membres du Groupe d'Études Politiques Bretonnes et Internationales (GEPBI), composé en partie de militants exclus de l'Union démocratique bretonne en février 1970. Le titre a aussi été celui d'une collection pour deux livres hors revue.
Dans un article intitulé Trajectoires d'une critique collective, Alain Le Guyader rapporte le parcours et la fin de ce groupe qui se réunissait à Paris dans le 17e arrondissement[réf. nécessaire]. Deux personnes y jouaient un rôle éminent qui se traduit dans l'abondance de leur production, Alain Le Guyader, philosophe, devenu plus tard maître de conférences et qui a vécu comme étudiant le Mouvement du 22 mars à l'Université de Nanterre[réf. nécessaire] et Jean-Yves Guiomar, historien travaillant dans l'édition et futur docteur en Histoire, auteur de livres et d'articles ultérieurs prolongeant la critique de l'idéologie nationale.

## Publications
- 1. Situation actuelle du groupe idéologie et nationalisme : l'idéologie Nationale, Lénine sur le nationalisme , bilan d'une exclusion. Mars 1971
- 2. Ideologie nationale : La bretagne et ses Idéologues (I) , Le mythe de la nation arabe (essai sur la question palestinienne), des impasses de la critique aliénée (le mouvement noir au U.S.A). Décembre 1971
- 3. Du centre à la périphérie : les mystères de la nation dans les labyrinthes de la politique économique. 1972.
- 5. Les questionneurs questionnés. 1973. Textes de Jean-Yves Guiomar, Alain Le Guyader, J.[érôme] Perron. 1973
- L'Idéologie nationale : nation, représentation, propriété de  Jean-Yves Guiomar. Contient en appendice, les rapports adressés à la Convention nationale par l'abbé Henri Grégoire, Pierre Joseph Cambon et Lazare Carnot, les 27 novembre 1792, 15 décembre 1792 et 14 février 1793[1].
- La Rumeur irlandaise de Jean-Pierre Carasso. 1970.